# Історія біогеографії
Істо́рія біогеогра́фії
А. Г. Воронов в 1982 р. виділив в історії біогеографії наступні періоди:
1. Поява уривчастих відомостей — до початку XVI ст.
2. Накопичення флористичних і фауністичних відомостей при пануванні біблійного міфу про створення світу — початок XVI — кінець XVIII ст.
3. Створення узагальнюючих ботаніко- і зоогеографічних робіт при пануванні теорії катастроф — кінець XVIII - середина XIX в.
4. Розвиток ботаніко-географічних, зоогеографічних, екологічних досліджень і виникнення біоценології на основі теорії еволюції Дарвіна — друга половина XIX ст.
5. Розробка вчення про рослинні угруповання, подальшого розвитку екологічного та історичного напрямків ботанічної географії і зоогеографії, спроби створення біогеографії як сукупності ботанічної географії і зоогеографії — з початку до середини XX ст.
6. Розвиток єдиної біогеографії — з середини XX ст.

## Перший період
Перший період розвитку біогеографії характеризується повільним накопиченням окремих фактів про рослинний світ і тваринне населення, і місця їх проживання. Ці факти часто не мали наукового пояснення, вони не були об'єднані в єдину систему. Ці факти тлумачилися відповідно до філософських уявлень певної історичної епохи.
Перший період — стародавні століття, які є передісторією біогеографії. Початкові знання про рослини і тварин присутні в фольклорі стародавніх держав і народів, наприклад, єгиптян, вавилонян, шумерів. В індійських епосах Махабхарата і Рамаяна відображені знання стародавніх щодо умов існування рослин і тварин та догляду за ними. В Стародавньому Китаї вчені багато уваги приділяли прикладному використанню знань про природу.
Античні часи характеризуються розвитком безлічі наук. Не стали винятком знання про органічний світ природи. У Древній Греції початок цьому поклав Гекатей Мілетський — автор «Землеописанія». Саме він вперше використав термін ойкумена для позначення заселеної людиною частини Землі. Перший життєпис побуту та природних умов, зокрема скіфів, зробив Геродот. Він згадує про море в країні будинків, що знаходиться в лісі з очеретяними заростями, в яких багато бобрів і видр.
Арістотель
Серед давньогрецьких вчених найбільший внесок у вчення тварин і рослин внесли Арістотель і Теофраст. Арістотель описав 482 види тварин, поділивши на кровоносних і безкровних, висловив ідею про єдність природи і поступовий перехід від неживої природи до рослин, а від них — до тварин. Ідеї Арістотеля мали вплив на вчених протягом двох тисячоліть.

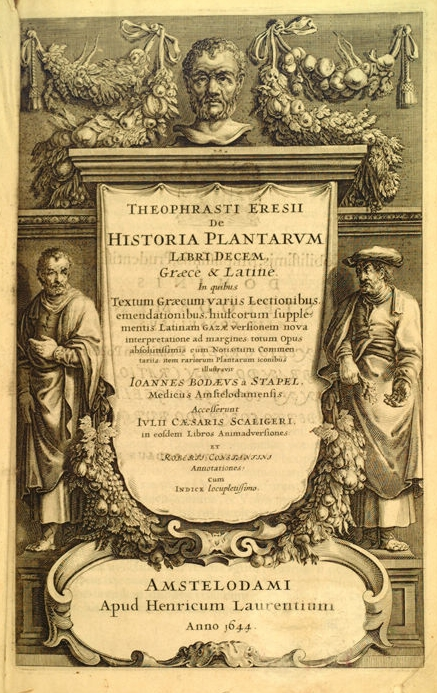
Фронтиспіс ілюстрованого видання Historia Plantarum, Амстердам, 1644

Учня і соратника Арістотеля — Теофраста — називають батьком ботаніки. Він написав дев'ять книг під назвою «Дослідження рослин» і шість книг «Про причини рослин». Крім автохтонних рослин він описав і ті, що були привезені з інших країн. Своєрідність рослин, за Теофрастом, створюється відзнакою місцевості. Він писав також про вплив клімату на життя та особливості рослин, ділить їх на дерева, чагарники і трави (суходільні та водні), а також давав практичні поради з приводу випалювання деревного вугілля, виготовлення дьогтю, смоли і т.і.
Географічні знання античності узагальнив давньогрецький учений Страбон в його 17 книгах під загальною назвою «Географія». У цій праці він описав не тільки природу, населення і господарство Греції, але сусідніх держав і народів. З часів Стародавнього Риму відома 37-томна праця Плінія Старшого під назвою «Природна історія», два перші томи якої присвячені живим організмам, описаних переважно за працями Арістотеля та Теофраста. Розкол Римської імперії на Західну і Східну не збагатив науку новими відкриттями протягом багатьох століть.
Араби
Спадкоємцями античної науки стали арабські та азійські вчені. Лікарю і природознавцю Ібн Сині (латинізоване Авіцена) світову славу приніс його труд «Канон лікарської науки» (1020 р.), який залишався класикою протягом 5 століть. Ця праця цінувалася і тому була перевидана на латинь 30 разів. Ібн Сіна також вивчав походження тварин, горотворення, мінералогію. Йому належить гіпотеза про невидимих збудників інфекційних захворювань, що містяться у воді та повітрі.
Ібн Рушд (латинізоване Аверос) переклав на арабську мову праці Арістотеля. У середньовічній Європі в ті часи панувати релігійний дискурс і науки (крім алхімії) майже не розвивалися. Накопичення нових знань було неможливим.
Середньовіччя

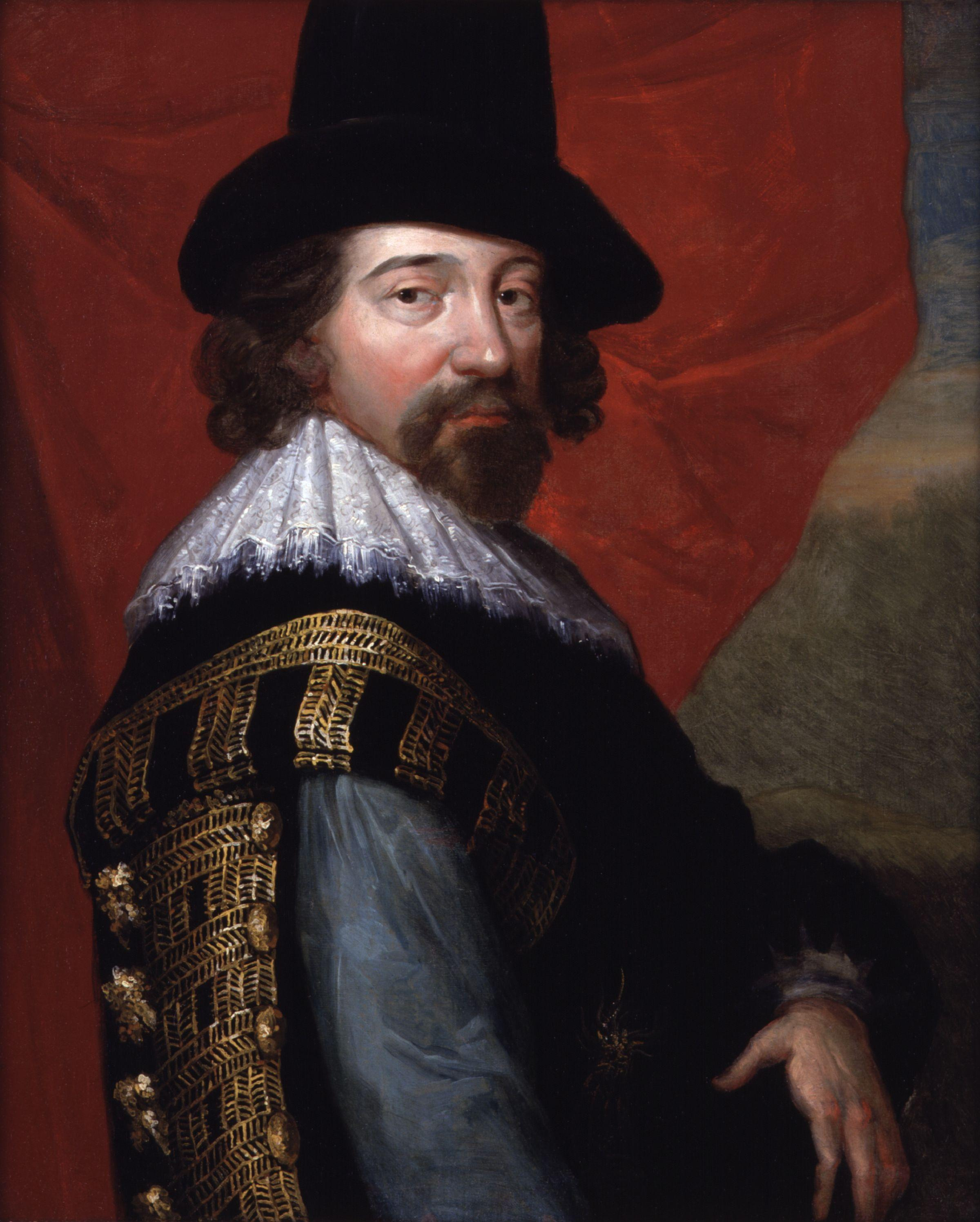
Френсіс Бекон

Розвиток науки в Європі почався з епохи Відродження (XIII—XVI ст.). Переважно купці і мандрівники привозили відомості про природу і людей невідомих країн, що спричинило до переусвідомлення безлічі істин. Професор Оксфордського університету Ф. Бекон систематизував ті знання в праці «Опера … інедіта». Його вважають одним з основоположників географічної науки.
В кінці першого періоду відомості про рослинний і тваринний світ значно поповнились. Завдяки мандрівникам, наприклад, Марко Поло, збагатилися ботанічні сади і звіринці відповідно рослинами і тваринами. Візантійський поет Філ на основі власних вражень від подорожей по Персії, Аравії та Індії пише поеми Про рослини і Про особливості тварин. Завдяки винаходу італійського ботаніка Гіні як гербаризувати рослини почався обмін ними між різними університетами і ботанічними садами. Це спричинило до пошуку узагальнюючої системи з приводу накопичення матеріалу про живі організми, який набув широкого розвитку в 2-му періоді розвитку біогеографічних досліджень.

## Другий період
Другий період розвитку біогеографії характеризується розвитком суспільно-економічних взаємин, які призвели до активного пошуку морських шляхів в Індію та Доби великих географічних відкриттів. Це був значний поштовх у вивченні природи, як ойкумени, так і заново відкритих країн. Ботанічні і зоологічні сади почали активно поповняться новими видами організмів і з часом перетворилися на справжні наукові центри. Тут не тільки проводилися ретельні систематизовані спостереження за живими організмами та їх акліматизацією, але й активний обмін примірниками. З початку XVI ст. накопичується фактичний матеріал з ботаніки та зоології, які потребував узагальненні та систематизації на новій теоретичній основі.

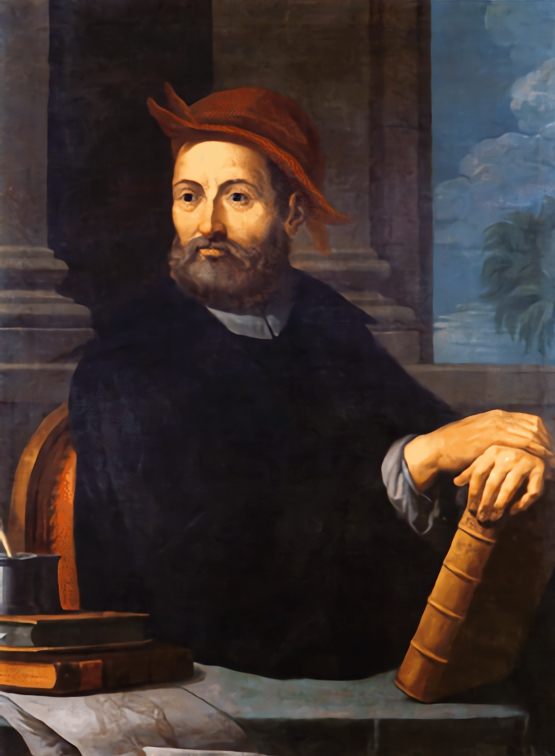
Андреа Чезальпіно

Першою системою того часу рослинного світу стала система італійського ботаніка А. Чезальпіно, опублікована в 1583 р. під назвою «Шістнадцять книг» про рослини у Флоренції. Йому було відомо понад 1000 видів рослин, з них 840 квіткових. Незважаючи на штучність цієї системи, вона вперше спиралася на об'єктивних особливостях рослин, і за допомогою цього вдалося визначити певні родинні зв'язки між рослинами.
Систематизація зібраного матеріалу потребувала коротких чітких описів і назв рослин і тварин. Особлива заслуга у формуванні таких описів належить К. Баугіну, який 15-20 словами охарактеризував понад 6 000 видів рослин. Назва складалася з двох частин. Так було засновано видова і родова, тобто бінарна назва.

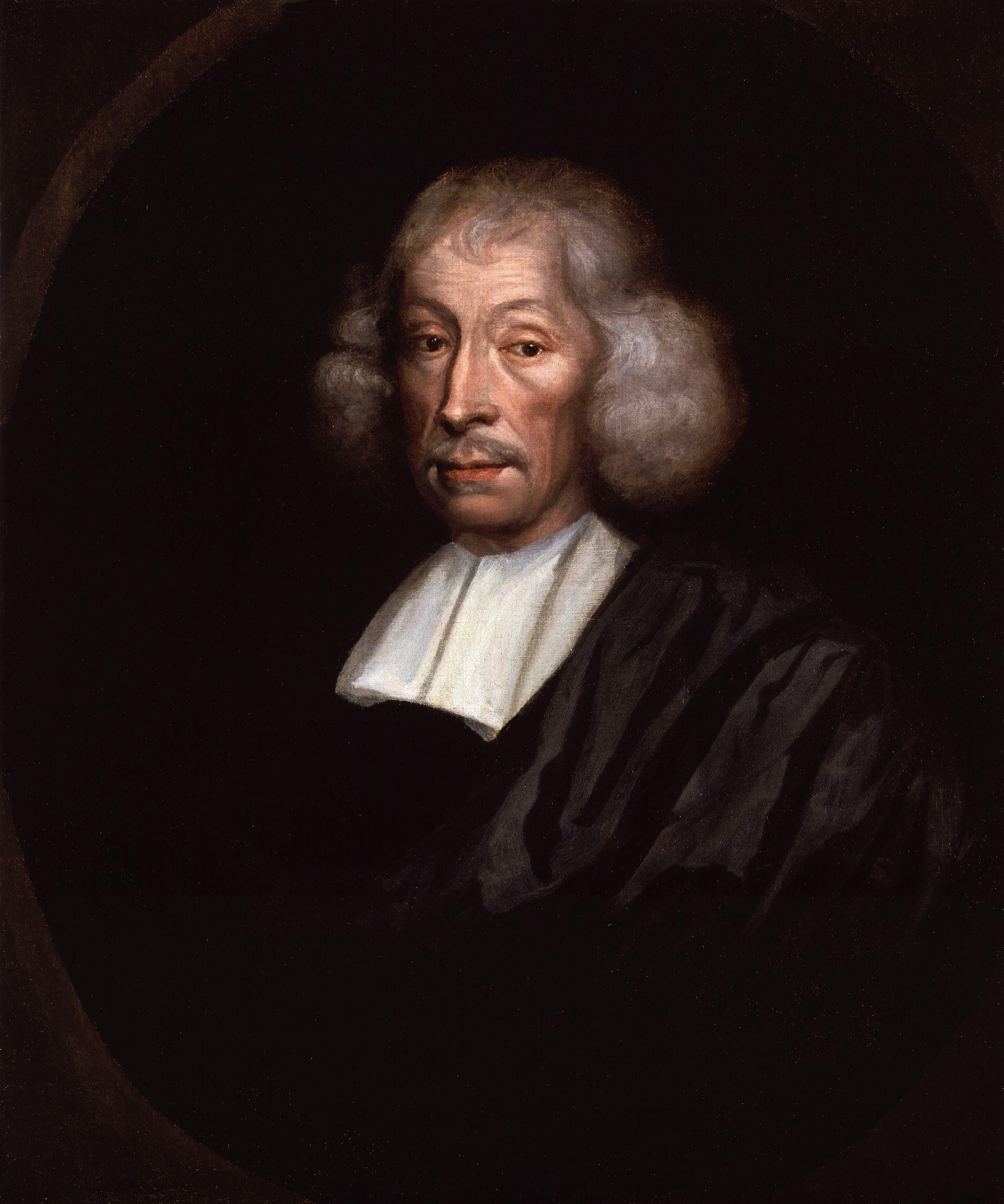
Джон Рей

Англійський природознавець Д. Рей уточнив термін «вид» і висловив думку про те, що види дуже постійні, але можуть змінюватися. Д. Рей вперше поділив квіткові рослини на одно- і дводольних.

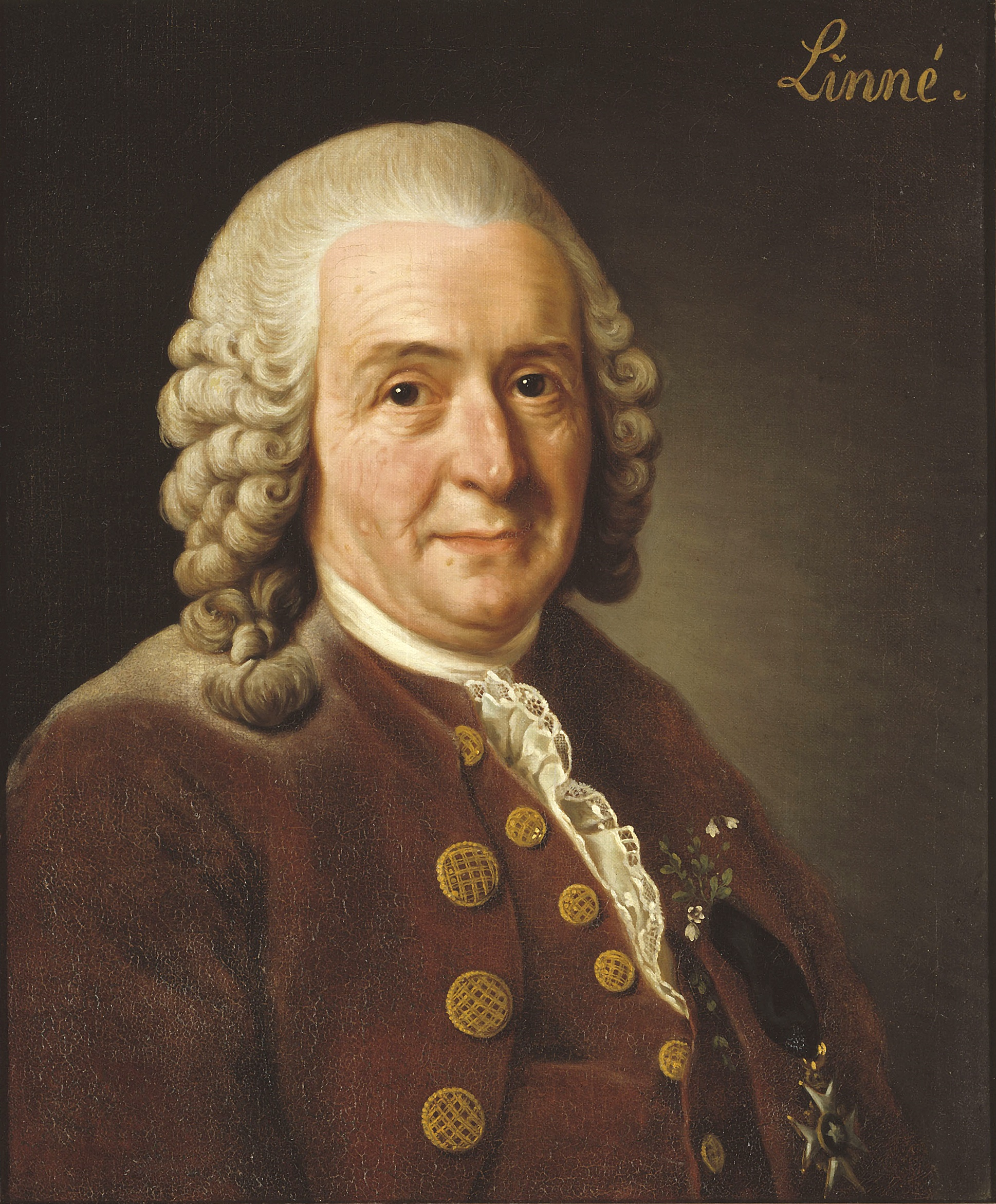
Карл Лінней

Закінчує створення штучних систем класифікацій живих організмів шведський вчений Карл Лінней. В 1735 р. він публікує працю «Система природи», яка відіграла неймовірно важливу роль у розвитку всієї біологічної науки. Учений описав і систематизував близько 4,2 тисячі зоологічних і 10 тисяч ботанічних видів, ввів чотири таксономічні поділи (клас — ряд — рід — вид), остаточно затвердивши бінарну номенклатуру в назвах живих організмів, ввів близько тисячі нових термінів і понять, якими наука користується до сих пір.
Завдяки працям К. Ліннея значною мірою вдалося навести порядок у величезному флористично-фауністичному матеріалі, визначити головні причини різноманітності і закономірності поширення, а також способи розселення живих істот в різних за природними умовами регіонах Землі. Ботанічна географія на ті часи значно випереджала зоологічну, оскільки рослини легше вивчати. У ті часи, як рослини, так і тварини вивчалися одними і тими ж дослідниками. Поділ вчених на профілі стався в 1-ій половині XIX століття.
На цьому етапі розвитку біогеографії повністю панував біблійний світогляд. Спробу об'єднати його з власним світоглядом здійснив К. Лінней. Він вважав, що всі живі істоти були створені вищою силою на горі тропічного острова. У підніжжя гори виникли тропічні види, в середній частині — помірних широт, а біля вершини — полярних широт. Після цього море відступило, острів з'єднався з суходолом, і всі істоти розселилися по тих місця, що були для них призначені вищою силою. В цій гіпотезі відображується розуміння вченим природної зональності і висотної поясності.

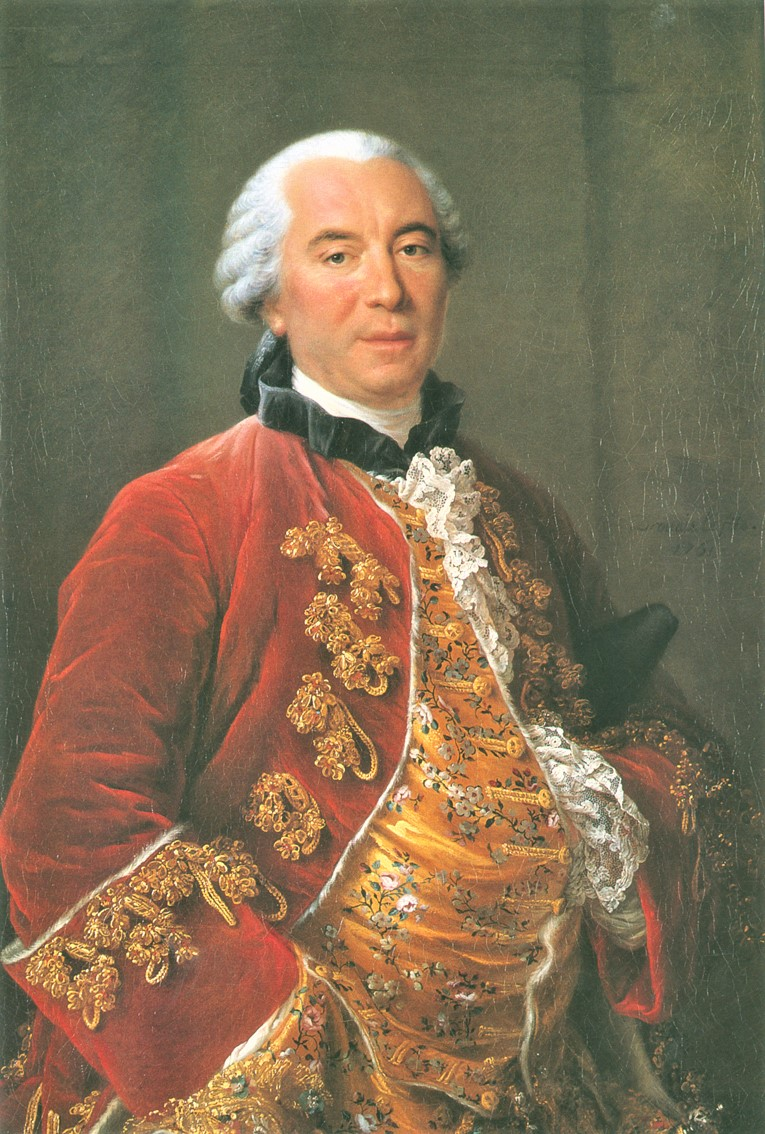
Жорж-Луї Бюффон

Французького натураліста Жоржа-Луї Бюффона, автора 36-томної праці «Природна історія», вважають одним з попередників Ч. Дарвіна. Його праця присвячена не тільки описам тварин і рослин, їх поширення і взаємин з довкіллям, а й ідеям мінливості видів. Він вважав, організми, які мають спільних предків, змінюються під тривалим впливом природного середовища. Свійські тварини, як і культурні рослини, змінюються шляхом цілеспрямованої селекції.
Отже, 2-й період в історії розвитку біогеографії характеризується неймовірно величезним матеріалом, зібраним у різних частинах і регіонах світу при пануванні біблейських парадигм. Його систематизацію на основі ознак, характерних живим організмам, і теоретичне узагальнення поєднували з абсолютизацією біблійного світогляду.

## Третій період
Третій період розвитку біогеографії характеризується величезними науковими надбаннями в галузі природознавства. Глибоке усвідомлення флористично-фауністичних і палеонтологічних даних вже не вписувалося в біблійний світогляд про створення світу. Нові палеонтологічні знахідки свідчили про те, що вдосконалення живих істот відбувалося від найдавніших до сучасних геологічних шарів, в яких вони були виявлені. Відсутність у цьому ланцюзі деяких ланок стало основою для виникнення компромісної між релігійним і науковим світоглядами теорії катастроф. Вона ґрунтується на тому, що творець в кожну геологічну епоху створює особливий для неї органічний світ, який через певний час знищує за певні гріхи. Після цього настає новий акт творіння і на зміну загиблим істотам створюються нові — вдосконалені. За час існування життя на Землі, за цією теорією,  це повторювалося кілька разів.

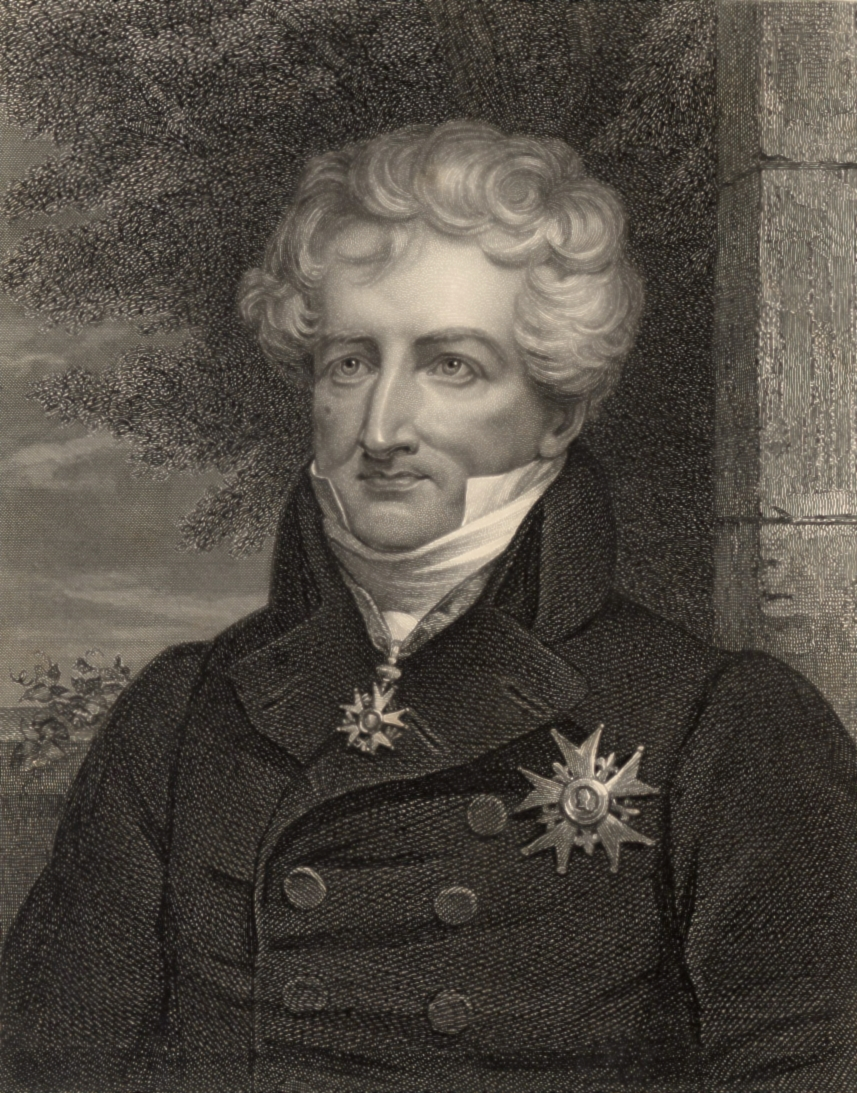
Жорж Леопольд Кюв'є (1769–1832)

Теорія катастроф (катастрофізм) формується протягом кількох десятиліть, але її автором вважають французького зоолога і палеонтолога Ж. Кюв'є. В цьому періоді розвиток біології та географії тривало під впливом теорії катастроф, яку послідовники Ж. Кюв'є довели до абсурду. З часом, коли відсутні ланки дерева життя були знайдені, не було необхідності пояснювати теорію еволюції органічного світу.

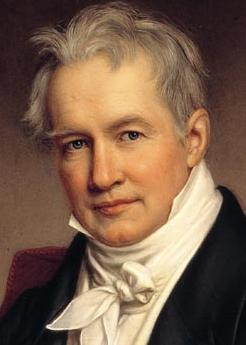
Олександр фон Гумбольдт (1769–1859)

Третій період знаменний працями німецького вченого О. Гумбольдта. В 1799—1804 рр. він разом з французом Е. Бопланом досліджував природу Центральної і Південної Америк. Результатом цієї експедиції стала 30-томна праця «Подорож в рівноденні області Нового світу», 16 томів якої присвячено вивченню рослин і тварин цього субконтиненту. Систематизація власного і зібраного попередниками матеріалу дала можливість зрозуміти загальну картину поширення живих організмів на рівнинах і гірських системах.
Олександр Гумбольдт виявив залежність поширення різних типів рослинності від природних умов і перш за все від клімату. Він пояснив ідею про поширення широтної зональності залежно від відповідних ізотерм, заклав основи вчення про центри походження культурних рослин, яке в ХХ столітті продовжував розвивати російський радянський вчений М. Вавилов. Гумбольдт заклав основи вчення про рослинні угруповання — фітоценози, яке сформувалося вже в наступні періоди, як і вчення про життєві форми рослин.

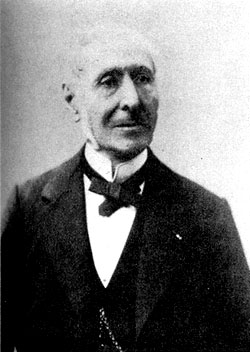
Альфонс Луї Пьєр Пірамю Декандоль (1806–1893)

Серед регіональних праць цього періоду можна назвати 4-томну працю К. Ледебура «Флора Росії», в якій описано понад 6,5 тисяч видів судинних рослин, у тому числі 400 нових видів. Серед праць історичного напрямку варто відзначити швейцарських учених A. (батько) і К. Декандолів. Батько запропонував порівняльну морфологію (гомологію) рослин і підготував 7-томну працю «Вступ до природної системи царства рослин», яку продовжив його син — 8—17-й томи.
Екологічний напрям в біогеографії розвивав професор Московського університету К. Рульє, якого вважають одним із засновників екології та еволюційної палеонтології. Його учень М. Севєрцов написав першу екологічну монографію «Періодичні явища в житті звірів, птахів і гад Воронезької губернії», в якій пояснив вплив фізико-географічних умов на процеси міграції, розмноження, розселення і т. д., простеживши зв'язок тваринного світу з лісостеповими ландшафтами.

Принцип актуалізму та історизму дали можливість пояснити уявлення про вплив факторів природного середовища на зміну живих організмів. Цього вченого вважають автором першого цілісного вчення про живу природу. Одночасно з Г. Тревіранусом він ввів у науковий вжиток термін біологія. Праці Ж.-Б. Ламарка зіграли позитивну роль в тому, що теорія катастроф почала втрачати своє значення.
Значить, 3-й період в історії розвитку біогеографії характеризується закладенням основи для розвитку головних напрямів науки, впровадженням та спростуванням теорії катастроф, підготовкою фундаменту для пояснення еволюційної теорії розвитку життя на Землі.

## Четвертий період

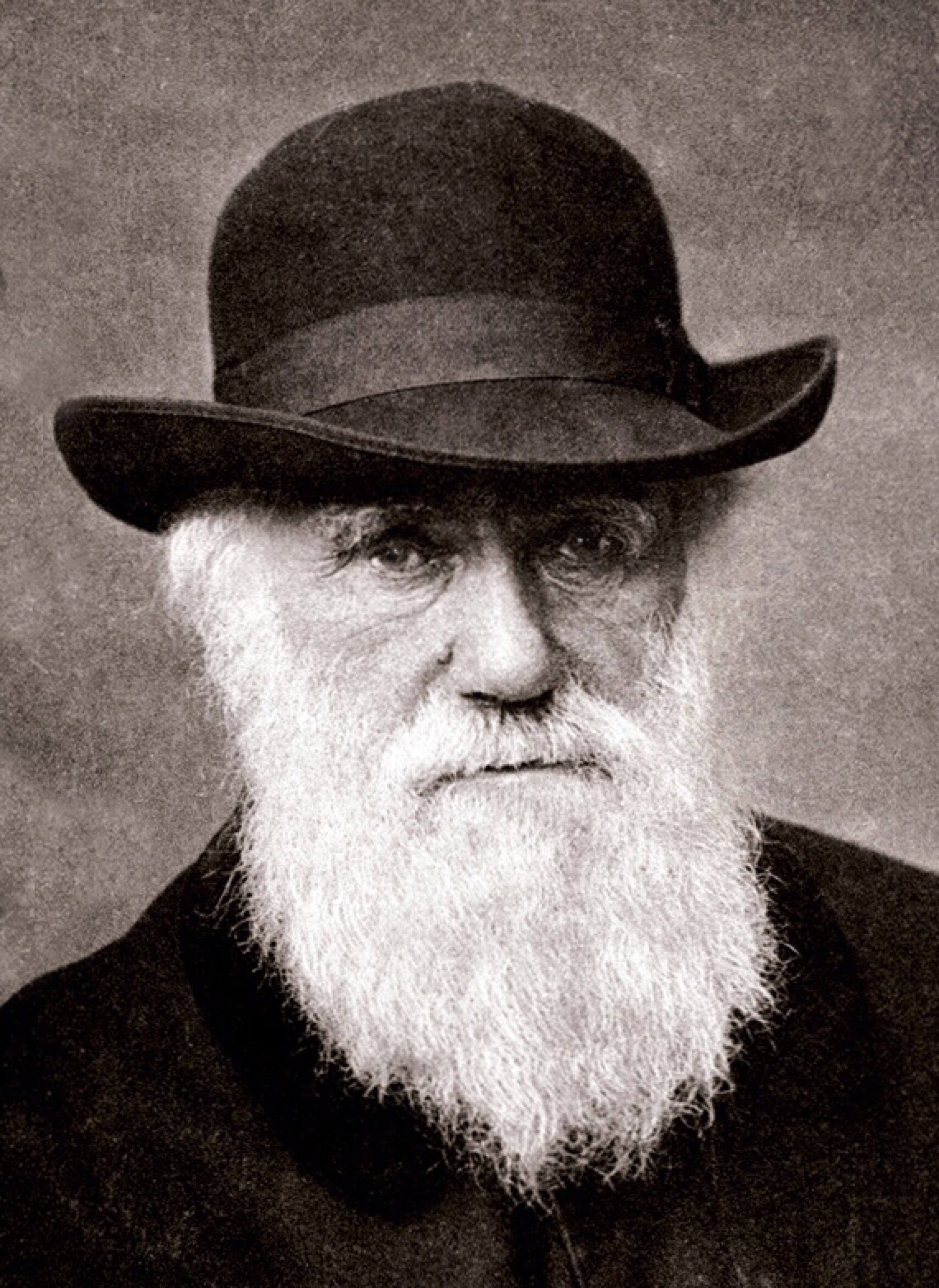
Чарльз Дарвін (1809–1882)

Четвертий період розвитку біогеографії характеризується тим, що принципи актуалізму і історизму висунуті Ж. Ламарком і затверджені Ч. Лаєлем, стали відправною точкою для наступного пояснення еволюційної теорії органічного світу англійським вченим Ч. Дарвіном. В 1859 р. вийшла в світ праця «Походження видів шляхом природного відбору, або збереження обраних порід в боротьбі за життя», в якій він доводить, що рослини і тварини мінливі: існуючі зараз види походять від попередніх шляхом впливу трьох взаємопов'язаних чинників — мінливість, природний добір і спадковість. Для таких тверджень він багато взяв з навколосвітньої подорожі (1831—1836 рр.). Він зібрав величезний матеріал щодо флори та фауни, колекції невідомих викопних тварин, порід та мінералів.
Учений довів, що походження і відмирання видів — природні процеси, що виникли природним відбором. Суть цього процесу у виживанні видів, які найкраще пристосовані до умов проживання. Існування виду в просторі та часі нескінченне. Зникнення виду характерне спочатку для частини, а потім — для всього ареалу.
На цей період припадає зародження біоценології. К. Мебіус, вивчаючи вплив абіотичних і біотичних факторів на морські організми, перш за все устриць, запропонував термін біоценоз (1877). А. Ремане досліджував Середню Європу, Кавказ, Південну Африку. Й. К. Пачоський (1864—†1942) сформулював принципи і завдання фітосоціології (1891), з часом опрацьовує поняття про біоекологічний потенціал виду та його здатність до розселення і подальшої еволюції.

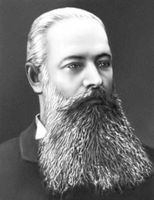
Василь Васильович Докучаєв (1846–1903)

Еволюційний та екологічний підходи до аналізу рослинності використовує російський біогеограф А. Бекетов у праці «Фітогеографіческій нарис Європейської Росії» (1884) і «Географія рослин» (1896). В. Докучаєв розвиває ідеї О. Гумбольдта про рослинно-кліматичні зони Землі, тим самим впливає на формування фіто- і зоогеографії як географічних дисциплін, найчастіше пов'язаних з ґрунтознавством.
Отже, 4-й період в історії розвитку біогеографії характеризується значним впливом еволюційного вчення Ч. Дарвіна, що спричинило до активного розвитку історичного, екологічного, регіонального, біоценотичного і океанологічного напрямків.